# Fengshen Yingjiechuan
Fengshen Yingjiechuan est un jeu vidéo de rôle développé et édité par Chuanpu Technologies, sorti en 1996 sur Mega Drive.